# كاميلا
كاميلا (بالإنجليزية: Camilla, Georgia)‏ هي مدينة تقع في مقاطعة ميتشل، جورجيا بولاية جورجيا في الولايات المتحدة. تبلغ مساحة هذه المدينة 15.8 (كم²)، وترتفع عن سطح البحر 54 م، بلغ عدد سكانها 5360 نسمة في عام 2010 حسب إحصاء مكتب تعداد الولايات المتحدة.

## أعلام
- تايجر فلورز
- إدوارد إي. كوكس
- فرد نيكسون
- غروفر ستيوارت
- جون هنتر سبينس

## وصلات خارجية
- http://www.camillaga.net/
- Cities & Counties - Georgia.gov